# Opløselighedsligevægt
Opløselighedsligevægten er den ligevægt, der indtræder mellem stoffer, der ikke befinder sig i samme fase. Hvis reaktionsdeltagerne i en reaktion ikke befinder sig i samme fase, kaldes reaktionen heterogen – i modsætning til homogene reaktioner.
Gennem opløselighedsligevægte kan man forudsige opløsningers mætningsgrad og stoffers opløselighed.
Der kan indtræde opløselighedsligevægte mellem praktisk talt alle faste stoffer (metaller, salte, organiske forbindelser og så videre) og alle væsker. Oftest studeres dog saltes opløselighedsligevægte i vand. Dette findes der flere pædagogiske forklaringer på end kemiske. 

## Saltes opløselighed
Medmindre et givent salt er fuldstændigt opløseligt i vand, vil følgende ligevægt indtræde – der ses bort fra ladninger:
{\displaystyle \mathrm {A} _{m}{B}_{n}(s)\rightleftharpoons {\mbox{mA}}(aq)+{\mbox{nB}}(aq)\,}
For denne reaktion ser ligevægtskonstant Kc således ud:
{\displaystyle K_{c}={\frac {[A]^{m}[B]^{n}}{[A_{m}B_{n}]}}}
I kemi for viderekomne opskrives ligevægtsloven dog således, hvor {}-klammerne er et udtryk for de enkelte stoffets aktivitet:
{\displaystyle K={\frac {{\begin{Bmatrix}{A}(aq)\end{Bmatrix}}^{m}{\begin{Bmatrix}{B}(aq)\end{Bmatrix}}^{n}}{\begin{Bmatrix}{A}_{m}{B}_{n}(s)\end{Bmatrix}}}}
Idet faste stoffers aktivitet er konstant, undlades det i opskrivningen af ligevægtsloven, der definerer opløselighedsproduktet KO således:
{\displaystyle K_{O}=K_{c}\cdot [A_{m}B_{n}]=[A]^{m}[B]^{n}}
Mellem et salts opløselighed, der betegnes s og defineres som den masse, der kan opløses i 100 mL vand, og saltets opløselighedsprodukt må der naturligvis findes en sammenhæng. For saltet AmBn gælder:
{\displaystyle s_{A_{m}B_{n}}={\sqrt[{m+n}]{\frac {K_{o}}{m^{m}\cdot n^{n}}}}\cdot M_{A_{m}B_{n}}\cdot 0,1}
hvor:
sAmBn angiver opløseligheden for saltet AmBn angivet i g/100mL
m angiver ionen As støkiometriske koefficient
n angiver ionen Bs støkiometriske koefficient
MAmBn angiver molmassen for saltet AmBn angivet i g/mol